# Avy Abramovici
Avy Abramovici (n. 15 decembrie 1935, Galați, d. 28 iunie2025, Israel) a fost un violonist și profesor israelian originar din România. A fost cadru didactic la Conservatorul Ciprian Porumbescu din București și apoi la Academia de Muzică și Dans din Ierusalim și la Universitatea din Tel Aviv. 

## Biografie
Avy Abramovici s-a născut în 1935 la Galați într-o familie de evrei, părinții săi fiind Max Abramovici și Paulina, născută Balter. 
La vârsta de 6 ani, în orașul de baștină, a început să învețe vioara cu profesorii Adrian Leibovici și ulterior cu Nahmanovici. A cântat în diverse orchestre de copii sau ca solist în cadrul diverselor spectacole muzicale prezentate de organizațiile evreiești. Și-a continuat activitatea muzicală în cadrul tinerei Orchestre Simfonice din Galați, sub bagheta profesorului Gheorghe Isăilă.
În anul 1951 părăsește liceul Vasile Alecsandri din Galați, pentru a-și continua studiile la Școala Medie de Muzică din București, pe care o absolvă în anul 1953.
Își continuă studiile muzicale la Conservatorul din București la clasa lui Ionel Geantă. Absolvă Conservatorul în anul 1958 cu distincție.câștigând bursa „George Enescu”.

Între anii 1958-1960 a condus orchestra de Studio a Conservatorului Ciprian Porumbescu.
Începând din 1960, timp de 24 de ani a fost prim-violonist și din 1971 concert-maistru al Filarmonicii „George Enescu” din București  și din 1962 profesor de vioară la Academia de Muzică.
În 1984, a emigrat în Israel.
S-a stabilit la Ierusalim, unde este profesor la Conservator și la Academia de Muzică și Dans din Ierusalim, la care  este și șeful departamentului de instrumente cu coarde. Este membru al corpului didactic al Școlii de Muzică Buchmann Mehta al Universității Tel Aviv. Avy Abramovici conduce Master Classes și servește ca judecător la concursuri internaționale în diverse țări din Europa. 
În anul 2004 a primit premiul „ Arta de a preda” (The Art of Teaching) acordat de Itzhak Perlman în cadrul unei ceremonii care a avut loc la Lincoln Center. 
La Ierusalim, elevii săi au înființat, la început, sub îndrumarea sa, „Cvartetul Ierusalim”  (1996 - violistul Amihai Gross, violoniștii Alexander Pavlovski și Serghei Bresler și violoncelistul Kiril Zlotnikov)   
Cvartetul Aviv (1997) (într-o nouă formație în 2002) , Cvartetul Ariel (1998) , Cvartetul Carmel și Orchestra Conservatorului din Givataiym. Cvartetul Aviv a câștigat diverse concursuri din Europa inclusiv concursul de cvartete „Franz Schubert și secolul XX” care a avut loc la Graz în Austria.

### Elevi
Printre elevii săi se numără Alexander Pavlovski, Serghei Bresler, Yona Tzur, Amir Van der Hal, Bujor Prelipceanu și alții.

## Premii
Medalia „Meritul Cultural” clasa I (1968) 

## Viata privată
Soția sa este flautista Victoria Roman. 
Li s-au născut trei fiii: Daniel Levi, Gavriel Levi si Michael Levi. Acesta din urmă, Michael Abramovici este pianist și trăiește la Berlin. 

## Discografie
- Johann Sebastian Bach - Integrala sonatelor pentru vioară și clavecin, Avy Abramovici - vioară  și Marta Joja - clavecin - Electrecord, 2 x LP Vinyl, ST-ECE 01347/01348
  - Sonata Nr. 1 în Si Minor, BWV 1014
  - Sonata Nr. 5 în Fa Minor, BWV 1018
  - Sonata Nr. 3 în Mi Major, BWV 1016
  - Sonata Nr. 2 în La Major, BWV 1015
  - Sonata Nr. 6 în Sol Major, BWV 1019
  - Sonata Nr. 4 în Do Minor, BWV 1017

- Ștefan Niculescu  - Ison 1 , 2 - Formația „Ars Nova” din Cluj-Napoca; vioară solo: Avy Abramovici, Electrecord, LP  ST-ECE 7861